# Miyoshi (Saitama)
Miyoshi (三芳町 Miyoshi-machi?) es un municipio situado en la prefectura de Saitama, Japón. Tiene una población estimada, a fines de julio de 2023, de 37 620 habitantes.
Está localizado en el centro-este de la isla de Honshu, en la región de Kanto.

## Geografía
La localidad está ubicada en el centro-su de la prefectura de Saitama. Limita con las ciudades de Fujimi, Tokorozawa, Kawagoe, Shiki, Niiza y Fujimino.

## Historia
La villa de Miyoshi fue creada dentro del distrito de Iruma el 1 de abril de 1889. Fue elevada al estatus de municipio el 3 de noviembre de 1970.

## Economía
La economía de Miyoshi es en gran parte agrícola, con la batata como un cultivo importante. Sin embargo, la ciudad es también una ciudad dormitorio, ya que un 25% de su población activa se desplaza a la cercana Tokio.

## Demografía
Según los datos del censo japonés, la población de Miyoshi creció drásticamente de 1950 a 2010. A partir de allí comenzó un lento declive, acompañando la tendencia general del Japón.
| Gráfica de evolución demográfica de Miyoshi entre 1940 y 2023 |
|                                                               |
| Oficina de Estadística de Japón                               |

## Ciudades hermanas
- Petaling Jaya, Malasia.[5][6]